# Andreas Franzke
Andreas Franzke (Breslavia, 27 settembre 1938) è uno storico dell'arte tedesco, ex rettore della Akademie der Bildenden Künste Karlsruhe.

## Biografia
Nel 1946 si trasferì con sua madre da Breslau a Nordhorn. Studiò dal 1961 al 1968 storia dell'arte, archeologia cristiana e germanistica alle università di Marburgo, Heidelberg e Würzburg. Dopo aver conseguito il dottorato di ricerca lavorò come assistente e ricercatore universitario. Nel 1972 divenne professore di storia dell'arte alla Akademie der Bildenden Künste Karlsruhe, dove è stato rettore dal 1988 al 2000.

## Opere principali
- Kunstakademie Karlsruhe: Sechs ehemalige Schüler, Verlag BASF, 1990, ISBN 3-926138-10-6
- Georg Baselitz - Monografie, Prestel Verlag, 1988. ISBN 3-7913-0973-0